# Локалита Сант'Ана (Белуно)
Локалита Сант'Ана (итал. Località Sant'Anna) је насеље у Италији у округу Белуно, региону Венето.
Према процени из 2011. у насељу је живело 24 становника. Насеље се налази на надморској висини од 793 м.